# Jacob Steinmann
Jacob Steinmann (* 30. August 1599 in Rostock; † 4. August 1658 in Hamburg) war ein deutscher Verwaltungsbeamter.

## Leben und Wirken
Jacob Steinmann kam aus der Oberschicht Rostocks. Sein gleichnamiger Vater, der 1614 starb, war ein Rostocker Ratsherr und verheiratet mit Margaretha, geborene Prenger. Nach dem Unterricht bei einem Hauslehrer studierte er laut seiner Gedenkrede ab ungefähr 1615 Jura und Politik in Leipzig und anschließend Straßburg. In den Matrikeln der beiden Universitäten ist sein Name aber nicht zu finden. Von Straßburg ging er in die Niederlande und lebte dort offensichtlich mehrere Jahre. Im August 1618 und erneut im Juli 1620 immatrikulierte er sich an der Universität Leiden. In der Zwischenzeit reiste er vermutlich in größerem Umfang nach Frankreich oder England.
Im August 1621 schrieb sich Steinmann in Groningen ein. Angeblich studierte er darüber hinaus auch in Franeker. 1622 erhielt er eine Stelle als Hofmeister bei einem königlichen Amtmann in Holstein, bei dem es sich Detlev Rantzau auf Panker und Klamp (1577–1639) gehandelt haben muss. Im Sommer 1624 begleitete er Rantzaus Stiefsohn Heinrich während dessen Studium nach Leipzig. Nach dem Tod Heinrich Rantzaus Anfang Januar 1625 aufgrund von Pocken unterrichtete er Franz Rantzau (1606–1677) auf Salzau. Das Wintersemester 1624 verbrachten beide in Leipzig und gingen zum Sommersemester 1625 nach Straßburg. Danach reisten sie nach Frankreich und kamen Ende 1626 zurück in ihre Heimat.
Steinmann lebte danach in Emden und erhielt, wahrscheinlich empfohlen von Detlev Rantzau, einen Ruf von König Christian IV., für den er anfangs diplomatische Aufgaben übernahm. Christian IV. setzte ihn am 5. Februar 1631 als Amtschreiber des Amtes Steinburg ein. Die Verwaltung befand sich bis 1639 in Steinburg, anschließend in Glückstadt. Die Aufgaben in Verwaltung und Justiz übernahm er wahrscheinlich größtenteils alleine neben weiteren Tätigkeiten in Militär und Politik. Steinmann hatte eine herausgehobene Position unter den Beamten der Herzogtümer, was sich darin zeigt, dass ihn König Friedrich III. 1648 zum Amtsverwalter und wenig später zum Rat der neuen Kanzlei von Glückstadt machte. Aufgrund dieser Beförderungen ist davon auszugehen, dass der König seine Arbeit positiv wahrnahm. Die Bevölkerung kritisierte ihn hingegen, darunter wegen einer Erhöhung der Pachtzinsen der Ländereien, die dem König gehörten.
Stiftungen zeigen Steinmann als reiche und fromme Persönlichkeit. 1646 stiftete er der im Krieg zerstörten Kirche von Borsfleth einen Altar und Glocken. 1649 gründete er gemeinsam mit seiner Frau eine Stiftung mit einem Startkapital von 1600 Mark, deren Zinserträge für Theologiestudenten der Familie und aus den Elbmarschen bestimmt waren. Die Stiftung bestand bis zum 20. Jahrhundert. 1650 kaufte er einen Adelshof in Itzehoe, in dem er danach vermutlich lebte. Das Haus war Anfang des 17. Jahrhunderts Teil des Gutes Bahrenfeldt, das Steinmann aufgrund einer Verpfändung oder Belehnung erhielt. In der zugehörigen Kirche von Neuenkirche ließ er eine Gruft einrichten. Aufgrund des Dänisch-Schwedischen Krieges musste er das zerstörte Stadthaus in Itzehoe 1657 verlassen. Er zog nach Hamburg, wo er im Folgejahr starb. Danach wurde er in Neuenkirchen beigesetzt.

## Familie
Steinmann heiratete in erster Ehe eine Tochter des Theologen Simon Pauli und dessen Ehefrau Catharina, geborene Prenger. In zweiter Ehe heiratete er am 4. Juni 1627 Cäcilia Burchard (begraben am 12. Juli 1765 in Itzehoe), deren Vater Johann Burchard ein Bürger aus Krempe war.
Steinmann hatte insgesamt zehn Kinder. Der Sohn Johannes (begraben am 9. Oktober 1685 in Itzehoe) wurde ein Jurist. 1659 folgte er auf seinen Vater als Amtsverwalter und übte das Amt bis 1662 aus. 1667 wurde er zum dänischen Residenten in Lübeck, 1684 zum königlichen Rat und Landarchivar ernannt.
Die Tochter Margaretha heiratete in erster Ehe Georg Reiche (* 1618 in Kiel; begraben am 9. August 1663 in Itzehoe) und - als «Margareta» Steinmann (* 11. Februar 1627!)  – in zweiter Ehe – am 18. April 1667 - Johann Wittemak.